# Something
"Something" là ca khúc của ban nhạc The Beatles nằm trong album của họ vào năm 1969, Abbey Road. Ca khúc được phát hành cùng năm dưới dạng đĩa đơn A-kép cùng với "Come Together". "Something" là bài hát duy nhất của The Beatles được viết bởi tay guitar George Harrison mà trở thành mặt A của đĩa đơn, và cũng là ca khúc duy nhất không đứng tên Lennon-McCartney lại đứng đầu tại một bảng xếp hạng của ban nhạc. Đĩa đơn này cũng là một trong những đĩa đơn đầu tiên của The Beatles có các ca khúc nằm trong album dạng LP được phát hành sau đó của họ.
Cả John Lennon lẫn Paul McCartney – những người viết nhạc chính cho ban nhạc – đều ca ngợi "Something" là một trong những ca khúc xuất sắc nhất của Harrison (cho dù đó có thể chỉ là xã giao). Kèm theo những lời ca ngợi về chuyên môn, đĩa đơn cũng có một thành công lớn về mặt thương mại khi đứng đầu Billboard tại Mỹ và cũng nằm trong top 5 tại Anh. Ca khúc này đã từng được hát lại bởi khoảng 150 ca sĩ, trở thành ca khúc được hát lại nhiều thứ hai của The Beatles chỉ sau "Yesterday". Danh sách nghệ sĩ trên bao gồm cả Elvis Presley, Frank Sinatra, Ray Charles, James Brown, Shirley Bassey, Tony Bennett, Ike & Tina Turner, The Miracles, Eric Clapton, Joe Cocker, Mina, Julio Iglesias, Phish và Isaac Hayes. Harrison từng nói rằng bản hát mà anh thích nhất là của James Brown, tới mức anh luôn giữ nó trong đầu máy nghe nhạc của mình.

## Sáng tác
Trong quãng thời gian thực hiện Album trắng vào năm 1968, George Harrison đã bắt đầu có những ý tưởng đầu tiên cho ca khúc mà anh sẽ đặt tên là "Something". Câu hát đầu tiên, "Something in the Way She Moves", được lấy từ nhan đề một ca khúc của một ca sĩ hợp đồng với Apple, James Taylor, và từ đó được anh bám theo sáng tác thành giai điệu. Câu hát thứ 2, "Attracts me like no other lover", thực tế lại là câu hát cuối cùng được viết: trong những bản nháp đầu tiên cho ca khúc, Harrison lại băn khoăn khi chọn lựa giữa 2 phần câu "Attracts me like a cauliflower" và "Attracts me like a pomegranate".
Sau này anh có nói: "Tôi viết đoạn chuyển trong khi Paul phải tiến hành việc ghi đè, tức là tôi chỉ có một mình trong phòng thu vậy nên tôi bắt đầu viết. Thực ra mọi thứ đều đã hiển hiện ra rồi, song chỉ có đúng đoạn này khiến tôi mất thêm thời gian để ưng ý. Nó không được cho vào Album trắng bởi vì mọi người đã hoàn thiện mọi ca khúc trước đó rồi." Bản demo của ca khúc này thu bởi Harrison có mặt trong album Anthology 3 phát hành vào năm 1996.
Rất nhiều người tin rằng Harrison sáng tác ca khúc này với cảm hứng từ người vợ lúc đó của anh, Pattie Boyd. Boyd cũng thừa nhận điều đó trong cuốn tự truyện năm 2007, Wonderful Tonight: "Anh ấy đã nói với tôi, một cách ngụ ý, rằng anh ấy viết tặng tôi."
Tuy nhiên, Harrison lại đã từng nói về những điều hoàn toàn khác. Khi được phỏng vấn vào năm 1996 rằng liệu ca khúc này có phải để dành cho Pattie không, anh nói: "Không. Tôi đơn giản chỉ viết, và tôi nghĩ cần có ai đó xuất hiện trong video. Và những gì mà họ muốn là làm vài cảnh có tôi với Pattie, Paul với Linda, Ringo với Maureen, John với Yoko, và họ đã làm một cái video với tất cả những cảnh đó. Vậy nên, mọi người nghĩ rằng tôi viết ca khúc này để tặng Pattie, song tôi nhớ rằng lúc tôi viết nó, tôi đang nghĩ về Ray Charles."
Harrison muốn đưa cho xem ca khúc này đầu tiên với Jackie Lomax của Apple Records, cũng như lần anh từng làm với ca khúc "Sour Milk Sea". Tuy nhiên, nó lại được giới thiệu đầu tiên cho Joe Cocker (người đã từng hát lại rất thành công "With a Little Help from My Friends" của Lennon-McCartney), và bản hát lại của Cocker được ra mắt sau đúng 2 tháng so với bản của The Beatles. Với dự án Get Back, sau này trở thành album Let It Be, Harrison đã luôn định đưa "Something" vào album, song cuối cùng lại không dám đề đạt vì anh sợ rằng nó sẽ lại bị chê bai và gạt bỏ, giống như ca khúc trước đó, "Old Brown Shoe", cũng từng bị ban nhạc từ chối.

## Thu âm và sản xuất
"Something" được thực hiện trong quá trình thu âm Abbey Road. Nó chiếm tận 52 lần thu, trong đó có hai bản thu chính: bản thứ nhất lấy từ bản demo thu nhân dịp sinh nhật thứ 26 của Harrison (sau này nằm trong Anthology 3) vào ngày 25 tháng 2 năm 1969, kéo theo đó là 13 lần thu vào ngày 16 tháng 4; bản thu thứ 2 chiếm trọn 39 lần thu còn lại bắt đầu từ ngày 2 tháng 5 với những phần chính nằm rải rác suốt 36 lần thu, kết thúc vào ngày 15 tháng 8 sau rất nhiều lần ghi đè.
Một bản nháp được The Beatles thu kéo dài tận gần 8 phút, với phần coda bằng piano chơi bởi Lennon. Đoạn chuyển cũng là một đoạn đảo phách so với phần nhạc chính. Cả phần coda lẫn phần đảo phách này đều bị loại bỏ trong bản thâu chính thức. Tuy nhiên, phần chơi piano của Lennon không hoàn toàn bị loại bỏ, một vài nốt vẫn có thể được nghe thấy trong đoạn chuyển của hợp âm Đô (C), ví dụ như trước đoạn guitar solo của Harrison. Phần chơi piano này của Lennon cũng giống cách anh sử dụng trong ca khúc "Remember".

## Cấu trúc
Harrison là người hát chính ca khúc này. Ca khúc được chơi ở tốc độ khoảng 16 nhịp/phút ở nhịp 4/4. "Something" được bắt đầu với giọng Đô trưởng (C). Đây cũng là giọng trưởng chạy xuyên suốt các đoạn mở đầu và đoạn vào, cho tới tận đoạn chuyển 8 nhịp được chơi ở giọng La trưởng (A). Sau đoạn chuyển, ca khúc trở về với Đô trưởng với đoạn guitar solo, sau đó là đoạn vào thứ 3 rồi đoạn kết. Cho dù ban đầu The Beatles có ý định thu âm ca khúc này theo chất liệu acoustic, cuối cùng nó bị loại bỏ cùng với đoạn đảo phách. Bản demo acoustic với đảo phách này được biết đến trong album Anthology 3. Trong bản thu chính thức, đoạn đảo phách được thay thế bởi đoạn chuyển được chơi bởi các nhạc cụ, và ca khúc trở nên mềm mại hơn với phần xuất hiện của dàn dây, hòa âm bởi nhà sản xuất George Martin.
Simon Leng nói rằng chủ đề của ca khúc có nhiều hoài nghi và không rõ ràng. Cây viết Richie Unterberger của Allmusic cho rằng đây "hiển nhiên là một ca khúc tình yêu giản dị và giàu tình cảm" trong lúc mà "hầu hết các ca khúc của Beatles đều nhằm tới những chủ đề thiếu lãng mạn, hay sử dụng phần ca từ khó hiểu và dèm pha ngay cả khi họ vẫn viết về tình yêu".

## Video
Video của "Something" được quay chỉ ngay trước khi ban nhạc tan rã. Vào lúc đó, mỗi Beatle đã tự quay cảnh của chính mình đi bộ quanh nhà riêng cùng vợ, rồi ngồi cùng nhau chỉnh sửa lại. Neil Aspinall là đạo diễn của video này
.

## Đón nhận của công chúng
"Something" được phát hành chính thức trong album Abbey Road của The Beatles vào ngày 26 tháng 9 tại Anh, và sau đó ngày 1 tháng 10 tại Mỹ. Album dễ dàng có được vị trí số 1 ở cả hai quốc gia này.
Ngày 6 tháng 10, "Something" được phát hành dưới dạng đĩa đơn A-kép cùng với "Come Together" tại Mỹ, sau đó trở thành ca khúc đầu tiên và duy nhất của Harrison sáng tác cho The Beatles đứng đầu tại một bảng xếp hạng. Thực tế, A-kép không chỉ mang tính hình thức mà còn mang cả tính lưu trữ: ca khúc này cũng có biểu tượng của Apple cũng như được xếp mục đầu tiên trong catalogue của hãng. Đối với nhiều quốc gia khác, "Something" đơn giản được coi là một đĩa đơn như bình thường.
Ca khúc được xếp hạng kể từ ngày 18 tháng 10, và nhiều lo lắng đã tới khi "Something" có đầy khả năng vươn lên đứng đầu bảng xếp hạng. Thông thường, người ta thường phân tách rạch ròi mặt A và mặt B của một đĩa đơn, để từ đó có được hai bảng xếp hạng riêng biệt. Tuy nhiên, khi cả "Come Together" lẫn "Something" đều được biết tới rộng rãi, thực sự có rất nhiều khó khăn để chọn lựa xem ca khúc nào có thể đạt vị trí số 1. Bởi vậy, tới ngày 29 tháng 11, Billboard quyết định gộp cả hai bảng xếp hạng cho mặt A và mặt B thành một bảng xếp hạng duy nhất. Điều đó dẫn tới việc đĩa đơn "Come Together"/"Something" cùng được xếp hạng một trong vòng 1 tuần, trước khi rời khỏi bảng xếp hạng đó 2 tháng sau (cùng lúc đó, bảng xếp hạng đĩa đơn của Cash Box tiếp tục phân tách mặt A và mặt B, và tại đó, "Something" có được vị trí số 2, trong khi "Come Together" đứng đầu trong 3 tuần). Đĩa đơn được nhận chứng chỉ Vàng chỉ 3 tuần sau ngày phát hành, song không được công bố doanh thu cho tới tận năm 1999, khi nó được nhận chứng chỉ Bạch kim.
Ở Anh, đĩa đơn "Something" được phát hành muộn hơn vào ngày 31 tháng 10. Đây là đĩa đơn đầu tiên của The Beatles mà ca khúc của Harrison nằm ở mặt A, và cũng là đĩa đơn đầu tiên của họ có một ca khúc đã phát hành trong album trước đó. "Something" xuất hiện trong bảng xếp hạng vào ngày 8 tháng 11, đạt vị trí cao nhất là số 4 trước khi rời khỏi đó 3 tháng sau ngày phát hành. Ở Anh, bản hát lại của Shirley Bassey cũng đạt vị trí số 4.
Cho dù chính Harrison tỏ ra thờ ơ với ca khúc này (sau này anh từng nói: "Tôi vứt nó vào tủ đá vì nghĩ rằng "Nó dễ nghe quá!""), song Lennon-McCartney đều đánh giá rất cao "Something". Lennon nói: "Tôi nghĩ đây là ca khúc hay nhất của album.", trong khi McCartney thừa nhận: "Đây hẳn là ca khúc tốt nhất mà anh ấy từng viết." Nên nhớ rằng, bộ đôi này thường không coi trọng các sáng tác của Harrison trước "Something" vì cho rằng chúng không xứng với ánh hào quang của họ. Lennon sau đó giải thích: "Có một khoảng thời gian vô cùng khó khăn, khi mà các ca khúc của George chưa thật tốt nhưng chẳng ai dám nói điều đó. Anh ấy thực sự chưa có cùng trình độ với chúng tôi suốt một quãng thời gian dài – đó không phải là một lời chê bai, chẳng qua là do cậu ấy chưa có được nhiều kinh nghiệm sáng tác như chúng tôi."

## Tôn vinh
Năm 1970, năm mà The Beatles chính thức tuyên bố giải tán, "Something" được trao giải thưởng Ivor Novello Award cho ca khúc hay nhất cả về phần nhạc lẫn lời. "Something" thậm chí tiếp tục những giải thưởng sau nhiều thập kỷ kể từ ngày phát hành. Đài BBC xếp ca khúc này ở vị trí 64 trong danh sách các ca khúc hay nhất mọi thời đại. Cũng theo BBC, nó "nổi bật hơn bất kể ca khúc nào khác trong sự lặp lại nhàm chán của The Beatles khi ở đây có tận 3 nhạc sĩ chứ không chỉ có 2 như thông thường". Trang chủ của The Beatles cũng trích dẫn về "Something" đã "nhấn mạnh được năng lực của George Harrison trong vai trò là người sáng tác chính". Năm 1999, BMI thống kê "Something" là ca khúc được hát lại nhiều thứ 17 của thế kỷ 20, với khoảng 5 triệu lượt trình diễn. Chỉ có 2 ca khúc khác của The Beatles là "Let It Be" và "Yesterday", đều được viết bởi Paul McCartney (được ghi cho Lennon-McCartney), là được nằm trong danh sách này. Năm 2004, "Something" được xếp hạng 273 trong danh sách 500 bài hát vĩ đại nhất của tạp chí Rolling Stone (sau đó bị tụt hạng 278 với bảng xếp hạng năm 2011). Năm 2010, tạp chí trên cũng xếp ca khúc này ở vị trí số 6 trong danh sách 100 ca khúc hay nhất của The Beatles.

## Các bản hát lại
Với việc có hơn 150 dị bản, đây là ca khúc được hát lại nhiều thứ hai của The Beatles chỉ sau "Yesterday". Quá trình này bắt đầu chỉ ngay sau khi The Beatles cho phát hành ca khúc. Lena Horne cho thu âm ca khúc này trong album hợp tác với Gabor Szabo, Lena and Szabo, vào tháng 11 năm 1969. Các dị bản khác xuất hiện sau đó, bao gồm cả ấn bản hát bởi Elvis Presley (trong liveshow trên truyền hình Aloha from Hawaii Via Satellite), Phish, Frank Sinatra, Ike & Tina Turner, The O'Jays, James Brown, Smokey Robinson và Ray Charles. Cho dù nghĩ về Ray trong suốt quá trình sáng tác, nhưng ấn bản mà Harrison ưa thích nhất lại là của Brown. Anh nói: "Bản hát lại mà tôi thấy hay nhất là của James Brown. Nó chỉ được nằm ở mặt B thôi. Tôi luôn giữ nó trong đầu máy phát ở nhà. Thực sự rất tuyệt vời."
Sinatra cũng thực sự bị ấn tượng bởi ca khúc, gọi đây là "bài hát xuất sắc nhất của 50 trở lại đây". Cho dù từng hát ca khúc này rất nhiều lần trên sân khấu, song Sinatra chỉ thu âm nó đúng 2 lần: 1 lần vào cuối những năm 60 cho hãng Reprise (sau này xuất hiện trong album Frank Sinatra's Greatest Hits, Vol. 2), và 1 lần vào năm 1980 cho album Trilogy: Past Present Future. Trong vài lần trình diễn, Sinatra đã thường xuyên nhầm lẫn khi giới thiệu đây là một sản phẩm của Lennon-McCartney, và tới tận năm 1978 mới sửa thành của George Harrison. Harrison cũng chấp nhận một đoạn sửa nhỏ trong phần lời bởi Sinatra (câu "You stick around now, it may show" được sửa thành "You stick around, Jack, she might show").
Bản hát lại thành công nhất thuộc về Shirley Bassey, được phát hành vào năm 1970 dưới dạng đĩa đơn cho album của mình, Something. Đây trở thành hit ở Anh trong suốt nhiều năm, đạt vị trí cao nhất là số 4 và có tổng cộng 22 tuần trong bảng xếp hạng. Nó cũng có mặt trong bảng xếp hạng Adult Contemporary tại Mỹ.
Bản hát lại của ca sĩ nhạc đồng quê Johnny Rodriguez cũng đạt vị trí số 10 trong bảng xếp hạng Hot Country Singles của Billboard vào mùa xuân năm 1974. Barbara Mandrell cũng từng thu ca khúc này cho album năm 1974, This Time I Almost Made It. Năm 2002, sau cái chết của Harrison, McCartney đã chơi ca khúc này với ukulele trong tour "Back in The US" và "Back in the World" của mình. McCartney và Clapton cũng cùng nhau hát lại ca khúc này trong Concert for George vào ngày 29 tháng 11 năm 2002 – phần trình diễn được đề cử giải Grammy cho "Hợp tác giọng Pop xuất sắc nhất". "Something" cũng được McCartney chọn để tưởng nhớ Harrison trong Liverpool Sound Concert theo cách gần giống với Concert for George: bắt đầu ca khúc với một chiếc ukulele, sau đó ban nhạc hòa âm và kết thúc ca khúc như theo ấn bản gốc. Bob Dylan cũng đã từng trình diễn trực tiếp ca khúc này để tưởng nhớ Harrison. Musiq Soulchild cũng từng hát lại ca khúc này trong album năm 2002 của họ, Juslisen.
Các bản trình diễn trực tiếp bởi Harrison
Năm 1971, Harrison đã chơi lại ca khúc này trong chương trình Concert for Bangladesh cùng Eric Clapton, Starr và rất nhiều nghệ sĩ khác. Cho dù phần guitar solo có chút khác biệt so với bản gốc trong album khi được chơi ở giọng Đô thăng (C#), phần lời thì vẫn được giữ nguyên. Đoạn guitar solo này có nhiều nét tương đồng với bản hát lại của chính Harrison trong album sau đó Live in Japan. Năm 1991, Harrison và Clapton đã cùng nhau trình diễn lại ca khúc này trực tiếp ở Nhật cũng như ở London, trong đó đoạn vào thứ 3 được lặp lại ngay sau khi đoạn chuyển được chơi lại 1 lần nữa mà không có đoạn guitar solo. Đây cũng chính là bản được hát sau này trong Concert for George.

## Thành phần tham gia sản xuất
The Beatles
- George Harrison – hát chính, lead và guitar nền.
- Paul McCartney – bass, hát nền.
- John Lennon – piano.
- Ringo Starr – trống.

Các nghệ sĩ khác
- George Martin – hòa âm dàn dây.
- Billy Preston – Hammond organ.